# Colonie et protectorat du Nigeria
1914–1960
Entités précédentes :
- Protectorat du Nigeria du Sud
- Protectorat du Nigeria du Nord

Entités suivantes :
- Fédération du Nigeria

La colonie et protectorat du Nigeria est une colonie de la Couronne gouvernée par l'Empire britannique établie en 1914 à la suite de la fusion des deux colonies du Nigéria. Elle s'étend jusqu'en 1960 date à laquelle le Nigeria obtient son indépendance.
Auparavant, la Grande-Bretagne annexe Lagos en 1861 et établit le protectorat de la Côte du Niger en 1884. L'influence britannique dans la région du Niger s'est progressivement accrue au cours du XIXe siècle, mais la Grande-Bretagne n'a effectivement occupé la région qu'en 1885. D'autres puissances européennes reconnaissent la domination britannique sur la région lors de la Conférence de Berlin de 1885.
De 1886 à 1899, une grande partie du pays est dirigée par la Royal Niger Company, autorisée par charte et gouvernée par George Taubman Goldie. En 1900, le protectorat du sud du Nigéria et le protectorat du nord du Nigéria sont passés des mains de la société à la Couronne. À la demande du gouverneur Frederick Lugard, les deux territoires sont fusionnés sous le nom de colonie et protectorat du Nigeria, tout en conservant une autonomie régionale considérable entre les trois grandes régions (protectorat du Nord, protectorat du Sud et colonie de Lagos). Les constitutions progressistes d'après la Seconde Guerre mondiale prévoient une représentation accrue et un gouvernement électoral des Nigérians. La période coloniale proprement dite au Nigeria s'étend de 1900 à 1960, après quoi le Nigeria obtient son indépendance.

## Origines de l'influence britannique
Dans les années 1700, l’Empire britannique et d’autres puissances européennes possèdent des colonies et des forts en Afrique de l’Ouest, mais n’ont pas encore établi les colonies de plantation à grande échelle qui existent dans les Amériques. Adam Smith écrit en 1776 que les sociétés africaines sont mieux établies et plus peuplées que celles des Amériques, créant ainsi une barrière plus redoutable à l'expansion européenne. Bien que les Européens possèdent de nombreuses colonies considérables sur la côte de l'Afrique et aux Indes orientales, ils n'ont encore établi dans aucune de ces régions de colonies aussi nombreuses et prospères que celles des îles et du continent américain.
Les éléments antérieurs liés à cela sont la fondation de la colonie de Sierra Leone en 1787 comme refuge pour les esclaves affranchis, le mouvement missionnaire indépendant destiné à apporter le christianisme au royaume d'Edo et les programmes d'exploration parrainés par des sociétés savantes et des groupes scientifiques, tels que le Association africaine basée à Londres.

### Traite des esclaves et abolition

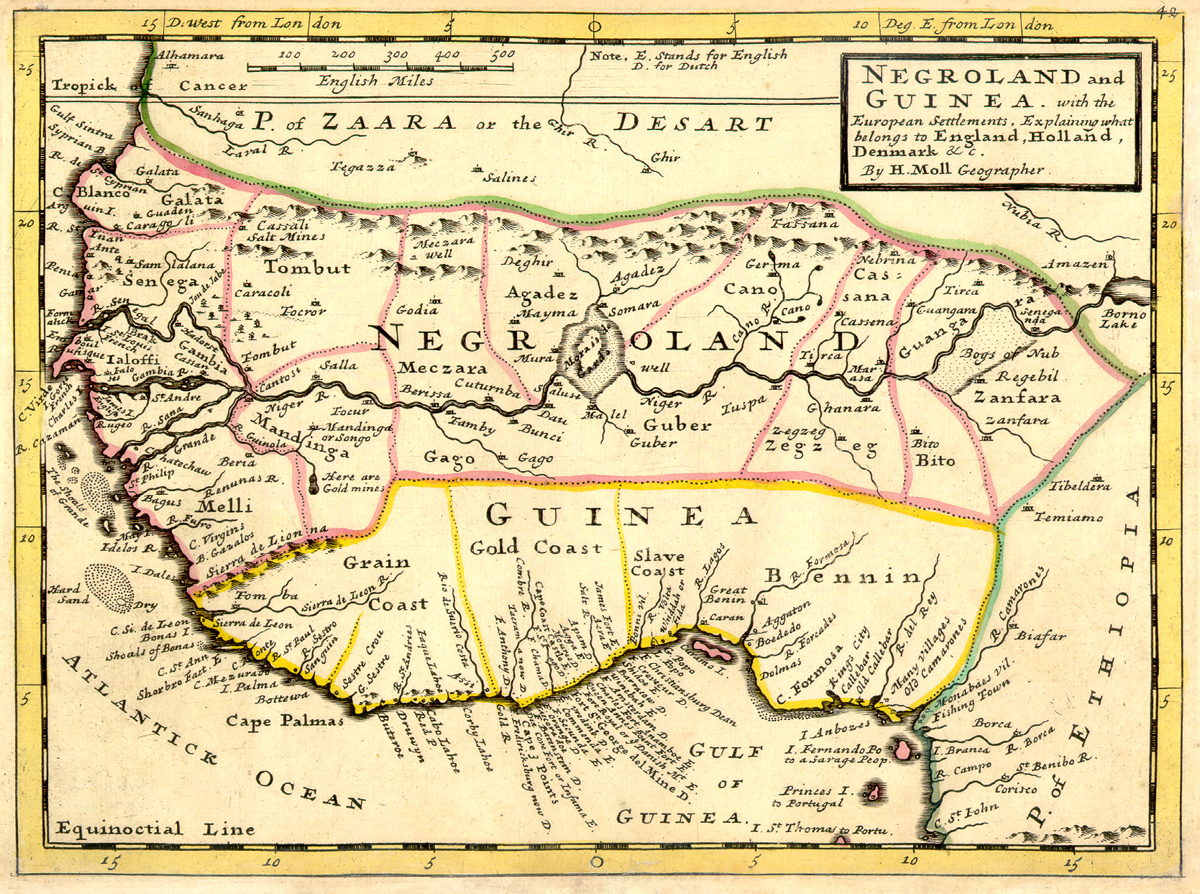
Carte du Pays noir et de la Guinée, y compris la côte des esclaves, 1736, par le cartographe londonien Hermann Moll

La traite européenne des esclaves en Afrique de l'Ouest a commencé avant 1650, avec un taux d'enlèvement d'environ 3 000 personnes par an. Ce taux est passé à 20 000 par an dans le dernier quart du siècle. La traite négrière est la plus importante entre 1700 et 1850, avec une moyenne de 76 000 personnes enlevées d'Afrique chaque année entre 1783 et 1792. Au début, le commerce se concentrait sur l’Afrique centrale et occidentale, aujourd’hui le Congo. Mais dans les années 1700, la baie du Bénin (également connue sous le nom de côte des Esclaves) est devenue la deuxième plaque tournante la plus importante. Ouidah (qui fait maintenant partie du Bénin) et Lagos sont les principaux ports de la côte. De 1790 à 1807, les marchands d'esclaves, majoritairement britanniques, achetaient entre 1 000 et 2 000 esclaves chaque année rien qu'à Lagos. Le commerce s'est ensuite poursuivi sous l'Empire portugais. Dans la baie du Biafra, les principaux ports sont Calabar (Akwa Akpa), Bonny et New Calabar. À partir de 1740, les Britanniques sont le principal trafiquant d’esclaves européen de cette région. En 1767, des commerçants britanniques ont facilité le massacre notoire de centaines de personnes à Calabar après les avoir invitées à monter sur leurs navires, apparemment pour régler un différend local.
En 1807, le Parlement du Royaume-Uni a promulgué le Slave Trade Act, interdisant aux sujets britanniques de participer à la traite négrière atlantique. La Grande-Bretagne a ensuite fait pression sur d’autres puissances européennes pour qu’elles mettent également fin à la traite négrière. Il a conclu des traités anti-esclavagistes avec les puissances ouest-africaines, qu’il a appliqués militairement avec le blocus de l’Afrique. Certains traités contiennent des interdictions sur la diplomatie menée sans la permission britannique, ou d'autres promesses de respecter la domination britannique. Ce scénario est l'occasion d'expéditions navales et de reconnaissance dans toute la région. La Grande-Bretagne a également annexé Freetown en Sierra Leone, la déclarant colonie de la Couronne en 1808.
Lagos est devenue un port négrier majeur à la fin des années 1700 et dans les années 1850. Une grande partie du trafic d'êtres humains qui s'y déroulait est théoriquement illégale, et les archives de cette époque et de ce lieu ne sont pas exhaustives. Selon la base de données Trans-Atlantic Slave Voyage Database, 308 800 sont vendus à travers l’Atlantique depuis Lagos entre 1776 et 1850. Les commerçants britanniques et français assurèrent une grande part de ce commerce jusqu'en 1807, date à laquelle ils sont remplacés par les Portugais et les Espagnols. Entre 1826 et 1850, la Royal Navy britannique intervenait de manière significative dans les exportations d'esclaves de Lagos.
La question de savoir si la conquête britannique du Nigeria résultait d’un motif bienveillant visant à mettre fin à l’esclavage ou de motifs plus instrumentaux de richesse et de pouvoir reste un sujet de controverse entre les historiens africains et européens. De nombreux habitants n'étaient toujours pas convaincus de l'autorité de la Couronne pour renverser complètement les attributs juridiques et moraux d'une institution sociale par le biais d'un décret. Quoi qu’il en soit, l’esclavage a décimé la population et alimenté la militarisation et le chaos, ouvrant ainsi la voie à une colonisation plus agressive,.

### Missionnaires
Dans une large mesure, les missionnaires européens ont assumé la valeur du régime colonial en termes de promotion de mesures d’éducation, de santé et de protection sociale, renforçant ainsi efficacement la politique coloniale. Certaines communautés chrétiennes africaines ont formé leurs propres églises indépendantes.
Les missionnaires gagnent en pouvoir tout au long des années 1800. Ils provoquent des transformations majeures dans la société traditionnelle en érodant les institutions religieuses telles que le sacrifice humain, l'infanticide et les sociétés secrètes, qui jouent autrefois un rôle dans l'autorité politique et la vie communautaire.

### Commerce
De 1815 à 1840, les exportations d’huile de palme sont multipliées par 25, passant de 800 à 20 000 tonnes par an. Les marchands britanniques dominent le commerce de l'huile de palme, tandis que les Portugais et d'autres continuaient la traite des esclaves. Une grande partie de cette huile est vendue ailleurs dans l’Empire britannique. Pour produire toute cette huile, l'économie de la région sud est passée d'une économie essentiellement de subsistance à la production d'huile de palme comme culture de rente.
L’Afrique de l’Ouest a également acheté des exportations britanniques, fournissant 30 à 40 % de la demande de coton britannique pendant la révolution industrielle de 1750 à 1790.

### Exploration
Lors d'une expédition ultérieure au califat de Sokoto, l'explorateur écossais Hugh Clapperton découvre l'embouchure du fleuve Niger et l'endroit où il atteint la mer, mais après avoir souffert de paludisme, de dépression et de dysenterie, il est décédé avant de le confirmer. C'est son serviteur, Richard Lander, et le frère de Lander, John, qui démontrent que le Niger se jetait dans la mer. Les frères Lander sont capturés par des marchands d'esclaves à l'intérieur du pays et vendus sur le fleuve à un navire européen en attente.
Les premières tentatives britanniques d'ouvrir le commerce avec l'intérieur via le Niger n'ont pas pu vaincre le climat et les maladies telles que le paludisme. Un tiers des personnes associées à une expédition fluviale de 1842 sont mortes. Dans les années 1850, on avait découvert que la quinine combattait le paludisme et, aidé par ce médicament, un marchand de Liverpool, Macgregor Laird, ouvrit la rivière. Les efforts de Laird sont stimulés par les rapports détaillés d'un explorateur allemand pionnier, Heinrich Barth, qui a parcouru une grande partie du Borno et du califat de Sokoto, où il a enregistré des informations sur la géographie, l'économie et les habitants de la région.

## Premières revendications coloniales

### Colonie de Lagos

Drapeau de la colonie de Lagos (1886-1906)

Le Premier ministre britannique Lord Palmerston profite des divisions politiques autochtones, de la présence de missionnaires chrétiens et des manœuvres du consul britannique John Beecroft pour encourager le renversement du régime. En 1851, le roi déchu Akintoye de Lagos demande l'aide des Britanniques pour le restaurer sur le trône. Beecroft accepte à condition que la traite des esclaves soit abolie et que les marchands britanniques aient le monopole des matières premières. La Royal Navy bombarde Lagos en novembre 1851, évince le pro-esclavagiste oba Kosoko et établit un traité avec le nouvel oba Akintoye, qui est censé être plus réceptif aux intérêts britanniques. Lagos est annexée en tant que colonie de la Couronne en 1861 via le traité de cession de Lagos.
La colonie de Lagos est un port cosmopolite et animé. Son architecture est à la fois de style victorien et brésilien, car une grande partie de l'élite noire est des anglophones de Sierra Leone et des affranchis rapatriés de l'empire du Brésil et de Cuba espagnol. Ses habitants occupaient des postes officiels et sont actifs dans les affaires. Les Africains sont également représentés au Conseil législatif de Lagos, une assemblée largement désignée. La colonie est finalement gouvernée par le British Colonial Office à Londres.
Le capitaine John Glover, administrateur de la colonie, crée une milice composée de troupes haoussa en 1861. C'est devenu la police de Lagos, puis la police nigériane.
En 1880, le gouvernement britannique et les commerçants démonétisent le dollar Maria Theresa, au grand désarroi de ses détenteurs locaux, en faveur de la livre sterling. En 1891, l'African Banking Corporation fonde la Bank of British West Africa à Lagos.

### Protectorat de la Côte du Niger

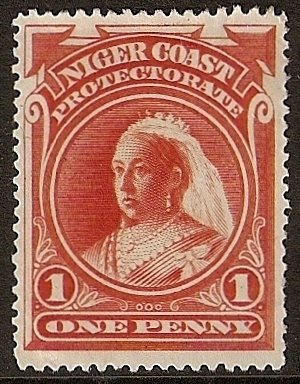
La reine Victoria sur un timbre du protectorat de la Côte du Niger, 1894

En 1894, le territoire issu du partage de l'Afrique est baptisé protectorat de la Côte du Niger et est élargi pour inclure la région allant de Calabar à la colonie et au protectorat de Lagos, y compris l'arrière-pays, et vers le nord en remontant le fleuve Niger jusqu'à Lokoja, le siège de la Compagnie Royale du Niger. En tant que protectorat, elle n'a pas le statut de colonie, ses fonctionnaires sont donc nommés par le ministère des Affaires étrangères et non par le ministère des Colonies.
En 1891, le consulat crée la Force du protectorat de la Côte du Niger ou « Oil Rivers Irregulars ».

## Compagnie Royale du Niger

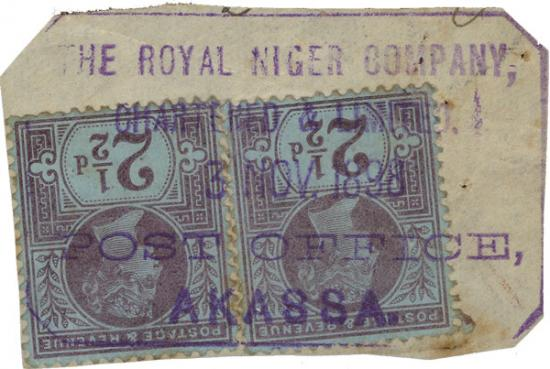
Timbres britanniques utilisés en 1898 à Akassa par la Royal Niger Company

La Compagnie Royale du Niger établit son siège loin à l'intérieur des terres à Lokoja, qui est le principal port de commerce de la société, d'où elle commence à assumer la responsabilité de l'administration des zones le long des fleuves Niger et Bénoué où elle entretenait des dépôts. Elle obtint bientôt un quasi-monopole sur le commerce le long du fleuve.

Enseigne de la Compagnie Royale du Niger (1888-1899)

L'entreprise se considère comme le seul gouvernement légitime de la région, avec des pouvoirs exécutifs, législatifs et judiciaires tous subordonnés à la règle d'un conseil créé par le conseil d'administration de l'entreprise à Londres. Le conseil est dirigé par un gouverneur. Le gouverneur adjoint a exercé les fonctions d'administrateur politique sur le territoire de l'entreprise et a nommé trois fonctionnaires au Nigeria pour mener à bien le travail d'administration. Il s'agissait de l'agent général, de l'officier supérieur de justice et du commandant de la gendarmerie. Cependant, l’entreprise acceptait que les rois locaux puissent agir en tant que partenaires dans la gouvernance et le commerce. Elle a donc embauché des intermédiaires autochtones capables de mener des travaux de diplomatie, de commerce et de renseignement dans la région.
L’entreprise, comme c’était courant parmi les entreprises européennes en Afrique, payait ses travailleurs locaux sous forme de troc. Au tournant du siècle, le salaire le plus élevé est de quatre sacs de sel (prix de détail de l'entreprise, 3 shillings 9d) pour un mois de travail. Le commerce s'effectuait également par le biais d'un mécanisme de troc et de crédit. Les marchandises sont mises à crédit à des intermédiaires africains, qui devaient les échanger à un prix convenu à l'avance et remettre le produit de la vente à l'entreprise. Les principales importations de l'entreprise dans la région comprenaient du gin et des armes à feu de mauvaise qualité.
Dans les années 1880, la Compagnie Nationale Africaine devint la puissance commerciale dominante, passant de 19 à 39 stations entre 1882 et 1893. En 1886, Taubman obtint une charte royale et sa société devint la Royal Niger Company. La charte permettait à l'entreprise de percevoir les douanes et de conclure des traités avec les dirigeants locaux.
La Compagnie Royale du Niger disposait de ses propres forces armées. Cela comprenait une flotte fluviale qu'il utilisait pour des attaques de représailles contre des villages peu coopératifs.
La posture impérialiste britannique est devenue plus agressive vers la fin du siècle. La nomination de Joseph Chamberlain au poste de secrétaire aux Colonies en 1895 marqua notamment un virage vers de nouvelles ambitions territoriales de l'Empire britannique. Sur le plan économique, les administrateurs coloniaux locaux ont également poussé à l'imposition de la domination coloniale britannique, estimant que le commerce et la fiscalité effectués en livres sterling se révéleraient bien plus lucratifs qu'un commerce de troc qui ne rapporterait que des droits de douane incohérents.

## Conquête militaire
Les Britanniques mènent une série de campagnes militaires pour élargir leur sphère d’influence et élargir leurs opportunités commerciales. La plupart des combats smènents par des soldats haoussa, recrutés pour lutter contre d'autres groupes. La supériorité des armes, des tactiques et de l’unité politique des Britanniques est communément citée comme les raisons de leur victoire finale décisive,.
En 1892, les forces armées britanniques entreprennent de combattre le royaume d'Ijebu, qui avait résisté aux missionnaires et aux commerçants étrangers. La justification juridique de cette campagne est un traité signé en 1886, lorsque les Britanniques sont intervenus en tant qu'artisans de la paix pour mettre fin à la guerre d'Ekiti Parapo, qui imposait des exigences de libre-échange et exigeait que toutes les parties continuent d'utiliser les canaux diplomatiques britanniques. Bien que les Ijebu disposaient de quelques armes, ils sont anéantis par les Maxim britanniques, la première mitrailleuse. Avec cette victoire, les Britanniques conquièrent le reste du pays Yoruba, également affaibli par seize années de guerre civile. En 1893, la plupart des autres entités politiques du pays Yoruba reconnurent la nécessité pratique de signer un autre traité avec les Britanniques, celui-ci les joignant explicitement au protectorat de Lagos,.

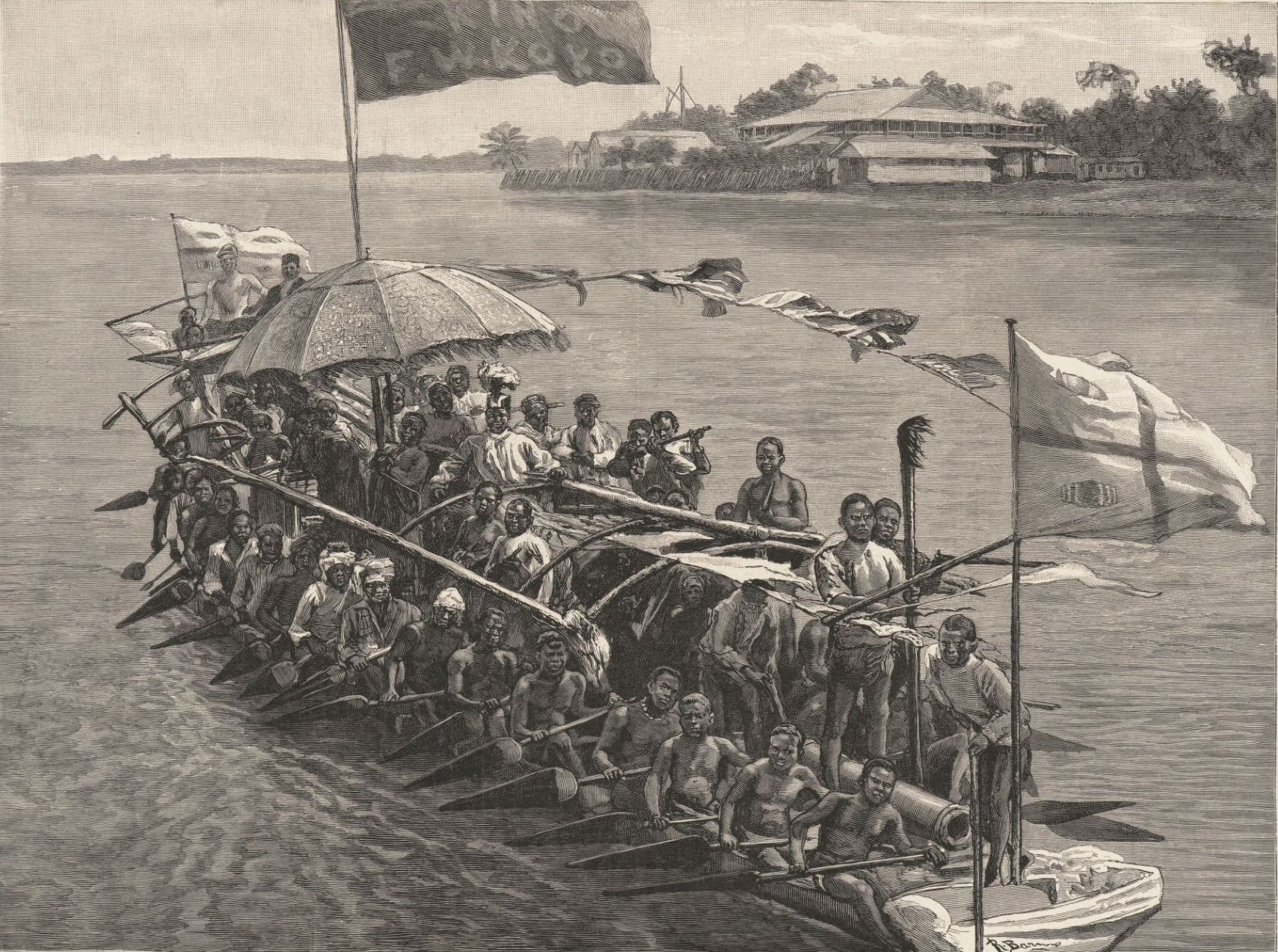
Le roi Koko dans son canoë de guerre, London Daily Graphic, 30 mars 1895 ; représentant le roi Frederick William Koko - ancien antagoniste de la Royal Niger Company

En 1896-1897, les forces du protectorat de la côte du Niger combattirent contre les restes de l'empire d'Edo. Après l'échec d'une incursion infructueuse du consul général James R. Phillips, une force de représailles plus importante s'empara de Benin City et poussa Ovonramwen, l'Oba du Bénin, à l'exil.
Les Britanniques ont eu du mal à conquérir le pays Igbo, qui manquait d'organisation politique centrale. Au nom de la libération des Igbos de la Confédération Aro, les Britanniques lancèrent la guerre anglo-Aro de 1901-1902. Malgré la conquête de villages en incendiant des maisons et des récoltes, le contrôle politique continu sur les Igbo restait insaisissable,. Les forces britanniques ont lancé des missions de pacification annuelles pour convaincre les habitants de la suprématie britannique.
Une campagne contre le califat de Sokoto débuta en 1900 avec la création du protectorat du nord du Nigeria, sous la direction du gouverneur Lugard. Les Britanniques capturèrent Kano en 1903. Des batailles meurtrières éclatèrent sporadiquement jusqu'en 1906. Lugard tarda à décrire ces excursions au ministère des Colonies, qui apparemment est informé des préparatifs d'attaque de Kano par les journaux en décembre 1902. Ne voulant pas paraître incontrôlables ou faibles, ils approuvent l'expédition (deux jours après son début) le 19 janvier 1903.

## Administration politique sous la Couronne

### Transition vers le règne de la Couronne
Des plans concrets pour la transition vers la domination de la Couronne – contrôle direct par le gouvernement britannique – ont apparemment commencé en 1897. En mai de cette année, Herbert J. Read a publié un mémorandum sur les possessions britanniques en Afrique de l'Ouest, qui faisait remarquer les « frontières peu pratiques et peu scientifiques » entre la colonie de Lagos, le protectorat de la Côte du Niger et la Compagnie royale du Niger. Read a suggéré qu'ils soient fusionnés et qu'une plus grande utilisation soit faite des ressources naturelles du Nigeria. La même année, les Britanniques créent la Royal West African Frontier Force (RWAFF ou WAFF), sous la direction du colonel Frederick Lugard. En un an, Lugard a recruté 2 600 soldats, répartis à parts égales entre Haoussa et Yoruba. Les officiers du RWAFF sont britanniques. Les opérations de cette force ne sont pas encore entièrement connues en raison d'une politique de strict secret imposée par le gouvernement britannique.
Les lignes directrices pour la gestion de la colonie nigériane sont établies en 1898 par le Comité du Niger, présidé par le comte de Selborne, en 1898. Les Britanniques ont finalisé la frontière entre le Nigeria et l'Afrique occidentale française avec la Convention anglo-française de 1898.
Le territoire de la Royal Niger Company est devenu le protectorat du nord du Nigeria et la société elle-même est devenue une société privée qui a continué à faire des affaires au Nigeria. L'entreprise a reçu une indemnisation de 865 000 £ pour la perte de sa charte. Elle a continué à bénéficier de privilèges spéciaux et a maintenu un monopole de facto sur le commerce. Sous Lugard, de 1900 à 1906, le protectorat consolida le contrôle politique de la région grâce à la conquête militaire et initia l'utilisation de la monnaie britannique en remplacement du troc,.

### Administration coloniale
En 1900, le gouvernement britannique prit le contrôle des protectorats du Sud et du Nord, tous deux finalement gouvernés par le ministère des Colonies de Whitehall. Le personnel de ce bureau est principalement issu de la classe moyenne supérieure britannique, c'est-à-dire des hommes ayant fait des études universitaires, pour la plupart non nobles, dont les pères exerçaient des professions très respectées. Les cinq premiers chefs du département du Nigéria (1898-1914) sont Reginald Antrobus, William Mercer, William Baillie Hamilton, Sydney Olivier et Charles Strachey. Olivier est membre de la Fabian Society et ami de George Bernard Shaw.

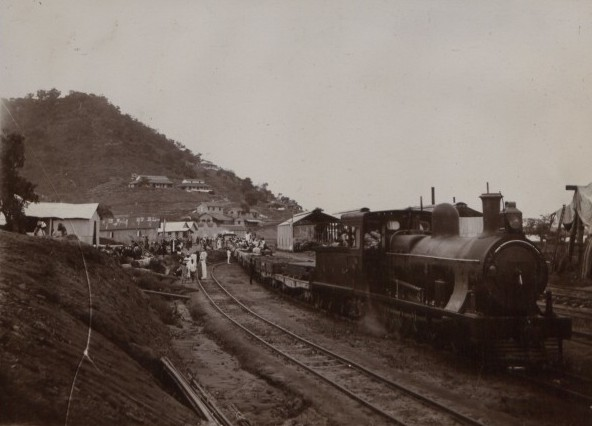
Photo d'archives britanniques non datée d'une locomotive au Nigeria

Sous le ministère des Colonies se trouvait le gouverneur, qui gérait l'administration de sa colonie et détenait des pouvoirs d'état d'urgence. Le ministère des Colonies pourrait opposer son veto ou réviser ses politiques. Les sept hommes qui ont gouverné le nord du Nigeria, le sud du Nigeria et Lagos jusqu'en 1914 sont Henry McCallum, William MacGregor, Walter Egerton, Ralph Moor, Percy Girouard, Hesketh Bell et Frederick Lugard. La plupart d’entre eux sont issus du milieu militaire. Tous sont faits chevaliers.
Le programme en six volets de Walter Egerton pour 1908, tel que détaillé le 29 novembre 1907 dans un télégramme adressé au ministère des Colonies, est représentatif des priorités britanniques.
Egerton a également supervisé les améliorations du port de Lagos et l'extension du réseau télégraphique local.
De 1895 à 1900, un chemin de fer est construit entre Lagos et Ibadan ; il a ouvert ses portes en mars 1901. Cette ligne est prolongée jusqu'à Oshogbo, 100km plus loin, en 1905-1907, et à Zungeru et Minna en 1908-1911. Sa dernière étape lui a permis de rencontrer une autre ligne, construite entre 1907 et 1911, allant de Baro, en passant par Minnia, jusqu'à Kano.
Certains de ces projets de travaux publics sont réalisés avec l'aide du travail forcé des Africains noirs indigènes, appelé « travail politique ». Les chefs de village recevaient 10 shillings pour les conscrits et une amende de 50 £ s'ils ne parvenaient pas à s'approvisionner. Les individus pourraient être condamnés à une amende ou à la prison s'ils refusent de s'y conformer.

### Fusion

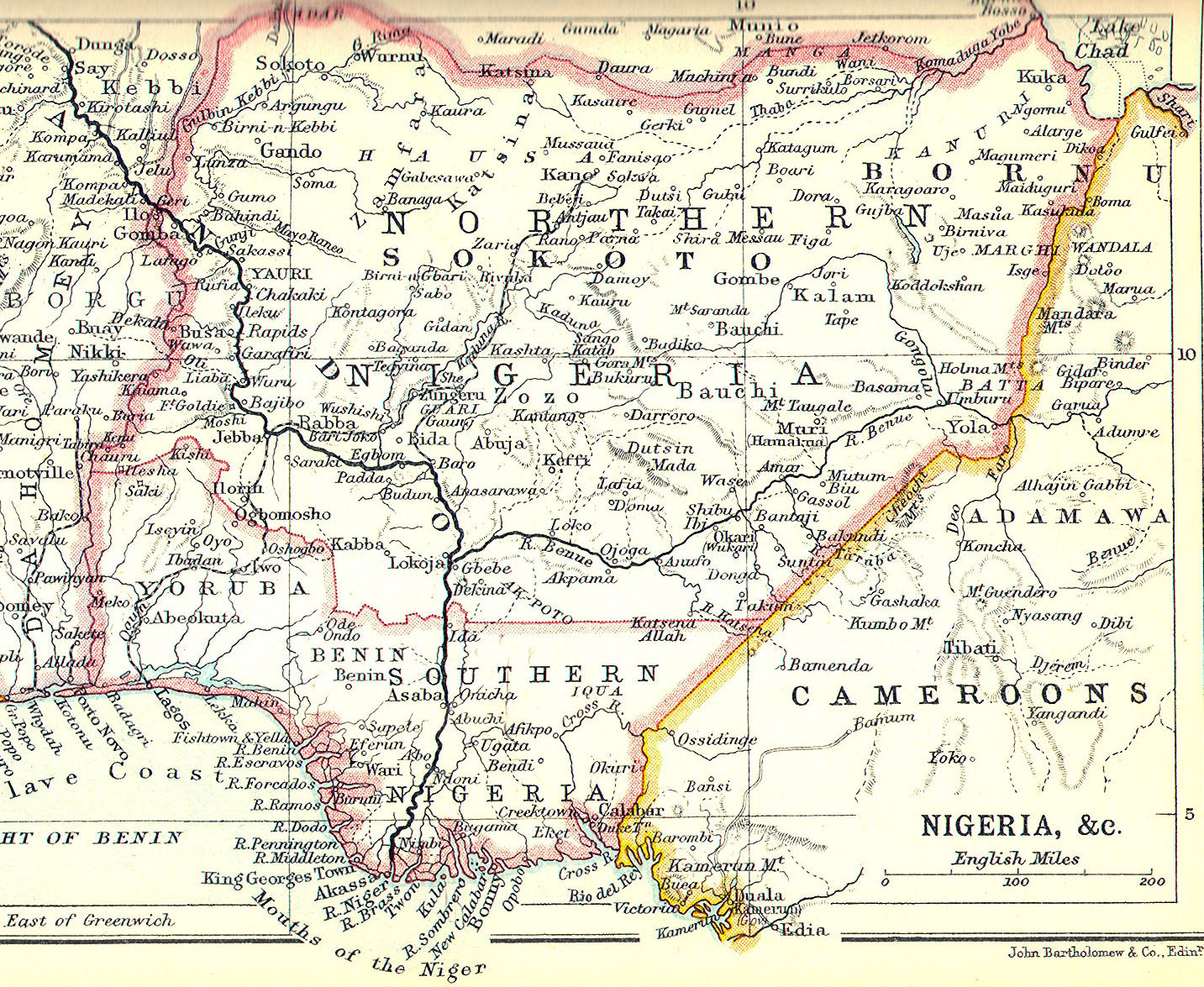
Une carte montrant le sud et le nord du Nigéria, 1914

La fusion du Nigeria est envisagée dès le début de sa gouvernance, comme le montre clairement le rapport du Comité du Niger en 1898. La combinaison des trois juridictions réduirait les dépenses administratives et faciliterait le déploiement des ressources et de l’argent entre les zones. (Plus précisément, cela permettrait de subventionner directement la juridiction du Nord la moins rentable.) Antrobus, Fiddes et Strachey du ministère des Colonies ont encouragé la fusion, avec Lugard.
À la suite de l'ordre recommandé par le Comité du Niger, le ministère des Colonies a fusionné la colonie de Lagos et le protectorat du sud du Nigéria le 1er mai 1906, formant un protectorat plus vaste (encore appelé protectorat du sud du Nigéria) qui s'étendait sur le littoral entre le Dahomey et le Cameroun.
Lugard plaida constamment en faveur de l'unification de l'ensemble du territoire et, en août 1911, le ministère des Colonies demanda à Lugard de diriger la colonie fusionnée.
En 1912, Lugard retourna au Nigeria après son mandat de six ans en tant que gouverneur de Hong Kong pour superviser la fusion des protectorats du nord et du sud. Le 9 mai 1913, Lugard soumit une proposition formelle au ministère des Colonies selon laquelle les provinces du Nord et du Sud auraient des administrations distinctes, sous le contrôle d'un gouverneur général « fortement autoritaire ». Le ministère des Colonies approuva la majeure partie du plan de Lugard, mais hésita à l'autoriser à adopter des lois sans leur approbation.
La tâche d'unification est accomplie à la veille de la Première Guerre mondiale. À partir de janvier 1914, la colonie et le protectorat nouvellement unifiés sont présidés par un proconsul, appelé gouverneur général du Nigéria. Les milices et les bataillons du RWAFF sont réorganisés en RWAFF Nigeria Regiment.
Le ministère des Colonies a accepté la proposition de Lugard selon laquelle le gouverneur ne serait pas tenu de rester dans le pays à plein temps ; par conséquent, en tant que gouverneur, Lugard passait quatre mois par an à Londres. Ce projet s'est avéré impopulaire et déroutant pour de nombreuses parties impliquées et est progressivement abandonné.

### Indirect rule

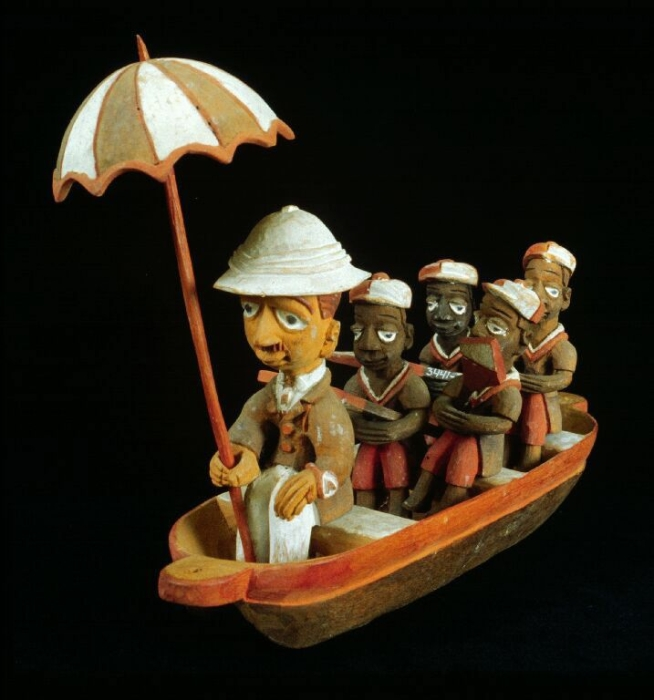
Sculpture yoruba de la période coloniale représentant un officier de district britannique

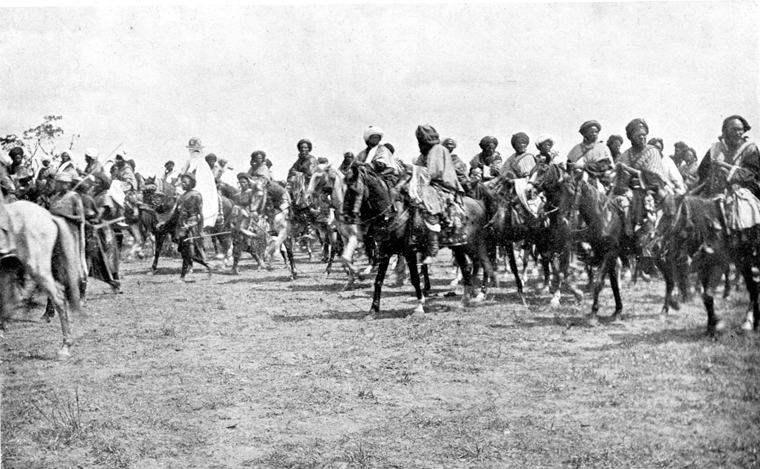
L'émir de Kano, avec sa cavalerie, photographié en 1911

Le protectorat est administré de manière centralisée par la fonction publique coloniale, composée de Britanniques et d'Africains appelés British Native Staff, dont beaucoup sont originaires de l'extérieur du territoire. Sous le Département politique de la fonction publique se trouvaient les résidents et les officiers de district, chargés de superviser les opérations dans chaque région. Le résident a également supervisé une cour provinciale dans la capitale de la région.
Chaque région avait également une administration autochtone, composée de locaux et possédant un trésor autochtone. L'administration autochtone est dirigée par les dirigeants traditionnels – pour la plupart des émirs au nord et souvent des obas au sud – et leurs chefs de district, qui supervisaient un plus grand nombre de chefs de village. L'administration autochtone est responsable de la police, des hôpitaux, des travaux publics et des tribunaux locaux. La fonction publique coloniale a eu recours à des intermédiaires, comme l'avait fait la Compagnie royale du Niger, dans un rôle élargi qui comprenait la diplomatie, la propagande et l'espionnage.
La moitié de tous les impôts allaient au gouvernement colonial et l’autre moitié au Trésor indigène. Le Trésor utilisait un budget prévu pour payer le personnel et développer des projets de travaux publics et ne pouvait donc pas être dépensé à la discrétion du chef traditionnel local. Herbert Richmond Palmer a développé les détails de ce modèle de 1906 à 1911 en tant que gouverneur du nord du Nigeria après Lugard.
L'unification signifiait seulement l'affiliation vague de trois administrations régionales distinctes en lesquelles le Nigeria est subdivisé : les régions du Nord, de l'Ouest et de l'Est. Chacun relevait d'un lieutenant-gouverneur et fournissait des services gouvernementaux indépendants. Le gouverneur est, en fait, le coordinateur d’entités pratiquement autonomes qui ont des intérêts économiques communs mais peu de points communs sur le plan politique ou social. Dans la région du Nord, le gouvernement colonial a soigneusement tenu compte de l’Islam et a évité toute apparence de remise en question des valeurs traditionnelles qui pourrait inciter à la résistance à la domination britannique.
Ce système, dans lequel la structure de l'autorité est centrée sur l'émir à qui l'obéissance est une marque de dévotion religieuse, n'acceptait pas le changement. À mesure que les émirs s’installaient de plus en plus dans leur rôle d’agents fiables de gouvernement indirect, les autorités coloniales se contentaient de maintenir le statu quo, notamment en matière religieuse. Les missionnaires chrétiens sont interdits et les efforts limités du gouvernement en matière d'éducation sont harmonisés avec les institutions islamiques.
L'entrée des Britanniques dans la Première Guerre mondiale a vu la confiscation des sociétés nigérianes d'huile de palme exploitées par des expatriés des puissances centrales. Les intérêts commerciaux britanniques voulaient utiliser cela pour créer un monopole sur l'industrie, mais le gouvernement libéral du premier ministre HH Asquith et la coalition de guerre qui a suivi sont favorables au libre-échange international. En 1916, Sir Edward Carson a conduit la majorité du Parti conservateur et unioniste à voter contre le chef du parti Bonar Law sur cette question, le forçant à se retirer de la coalition Asquith et le gouvernement à commencer à se briser. Il est remplacé par un nouveau gouvernement de coalition dirigé par David Lloyd George, composé des conservateurs et des partisans de Lloyd George au sein du Parti libéral, tandis qu'Asquith et le reste des libéraux entraient dans l'opposition.
La politique de domination indirecte utilisée dans le nord du Nigeria est devenue un modèle pour les colonies britanniques ailleurs en Afrique.

### Développements de la politique coloniale sous Clifford

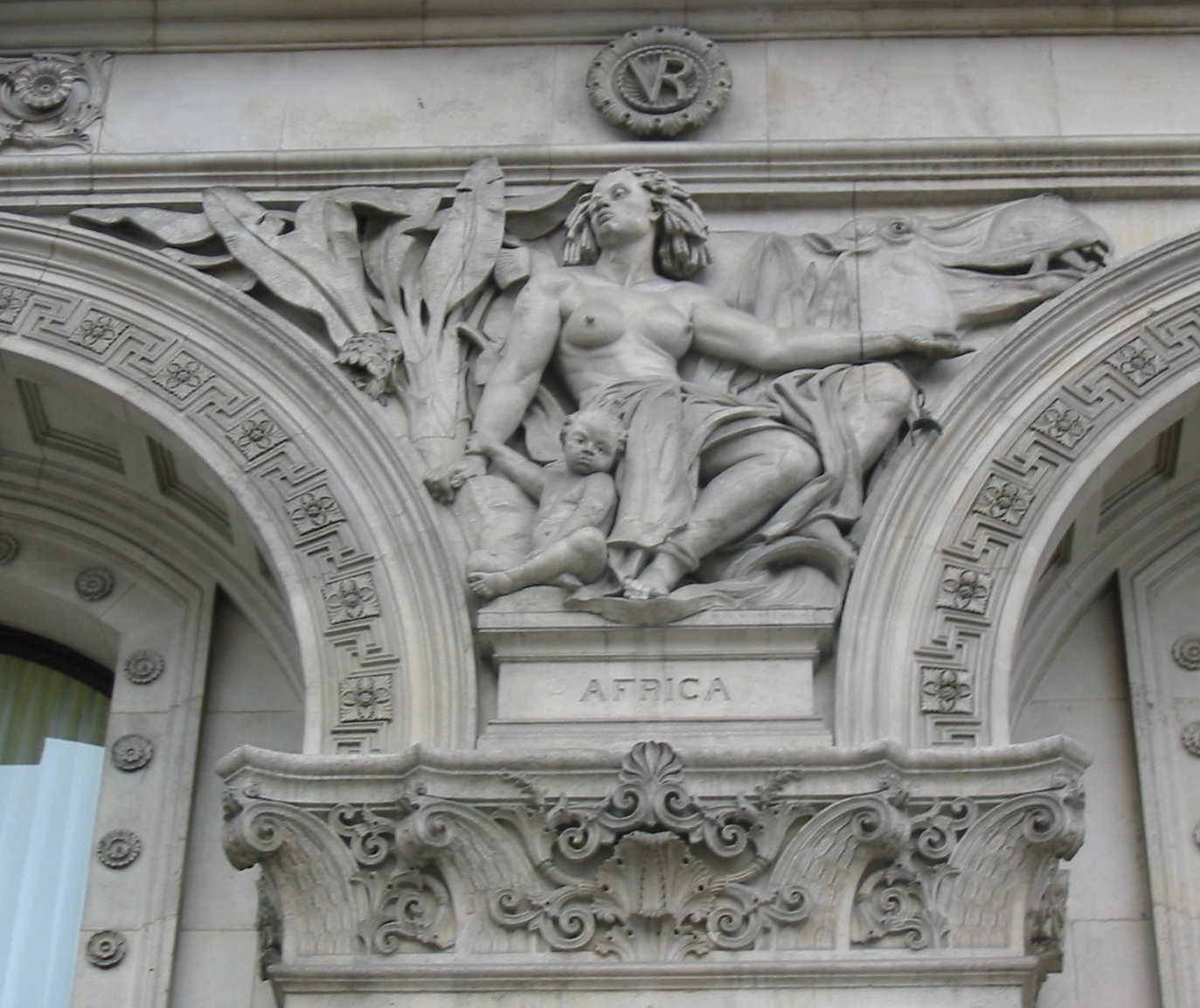
Représentation sculpturale de l'Afrique dans le bâtiment du Colonial Office sur Whitehall Street ; créé par Henry Hugh Armstead

Le successeur immédiat de Lugard (1919-1925), Sir Hugh Clifford, est un administrateur professionnel aristocratique aux instincts libéraux qui avait été reconnu pour son poste de gouverneur éclairé de la Gold Coast en 1912-1919. Les approches des deux hommes en matière de développement colonial sont diamétralement opposées. Contrairement à Lugard, Clifford soutenait que le gouvernement colonial avait la responsabilité d’introduire le plus rapidement possible les bénéfices de l’expérience occidentale. Il est conscient que le nord musulman présenterait des problèmes, mais il espérait des progrès dans le sens qu'il avait tracé dans le sud, où il prévoyait une « émancipation générale » conduisant à une forme de gouvernement plus représentative. Clifford a mis l'accent sur le développement économique, encourageant les entreprises des immigrants du sud dans le nord tout en limitant la participation européenne aux activités à forte intensité de capital. Les forces missionnaires ont exigé l'interdiction de l'alcool, ce qui s'est avéré très impopulaire. Les Africains et les Européens ont découvert des approvisionnements illégaux tels que des alambics secrets, l'obtention de permis d'alcool coloniaux et la contrebande. L'expérience a commencé en 1890 et est abrogée en 1939.,
Inquiet de la latitude accordée aux dirigeants traditionnels sous régime indirect, Clifford s'est opposé à une nouvelle extension de l'autorité judiciaire détenue par les émirs du Nord. Il a déclaré qu'il "ne considérait pas que leurs traditions passées et leurs conditions culturelles actuelles arriérées offraient à une telle expérience une chance raisonnable de succès". Dans le Sud, il voyait la possibilité de constituer une élite éduquée dans des écoles calquées sur une méthode européenne (et de nombreux enfants de l’élite fréquentaient des collèges de haut rang en Grande-Bretagne pendant les années coloniales). Ces écoles enseigneraient « les principes de base qui devraient et devraient régir le caractère et la conduite ».
Clifford croyait également que la gouvernance indirecte encourageait les tendances centripètes. Il a fait valoir que la division en deux colonies distinctes est souhaitable à moins qu'un gouvernement central plus fort ne puisse lier le Nigeria à plus qu'une simple commodité administrative pour les trois régions. Alors que Lugard avait appliqué les leçons apprises dans le Nord à l'administration du Sud, Clifford est prêt à étendre au Nord les pratiques qui ont fait leurs preuves dans le Sud. Sir Richmond Palmer, agissant en tant que lieutenant-gouverneur du Nord, n'était pas d'accord avec Clifford et préconisait les principes de Lugard et une décentralisation plus poussée.

### Pandémie de grippe de 1918
La pandémie de grippe s'est propagée jusqu'au port de Lagos en septembre 1918 par le biais d'un certain nombre de navires, dont le SS Panayiotis, le SS Ahanti et le SS Bida. La propagation de la maladie est rapide et meurtrière, on estime que 1,5 % de la population de Lagos en est victime. La maladie a d’abord trouvé domicile dans les nombreux ports commerciaux de la côte ouest-africaine. Mais avec le progrès et l’efficacité des réseaux de transport coloniaux, ce n’était qu’une question de temps avant que la maladie ne commence à se propager à l’intérieur du pays.
L'Afrique dans son ensemble est frappée par trois vagues de grippe H1N1 A, la première et la deuxième seraient les plus meurtrières pour la colonie du Nigeria. Le gouvernement colonial n’était en général ni équipé ni préparé pour une telle situation. En réaction directe à l’épidémie, les autorités coloniales ont autorisé des médecins et du personnel médical africains à travailler avec des patients grippés en raison de la gravité de la situation. Le gouvernement colonial adopterait de nouvelles lois en réaction à la pandémie, notamment des laissez-passer de voyage pour les individus de la colonie, un recours accru aux pratiques sanitaires et des contrôles porte à porte des ménages nigérians autochtones.
En raison de l'échec des agents sanitaires de Lagos, le virus continuera de se propager dans les provinces du sud tout au long du mois de septembre pour finalement gagner l'arrière-pays d'ici octobre. On estime que 500 000 Nigérians perdraient la vie à cause de la pandémie, ce qui réduirait considérablement les capacités de production des fermes et des plantations nigérianes.

## Économie et finance

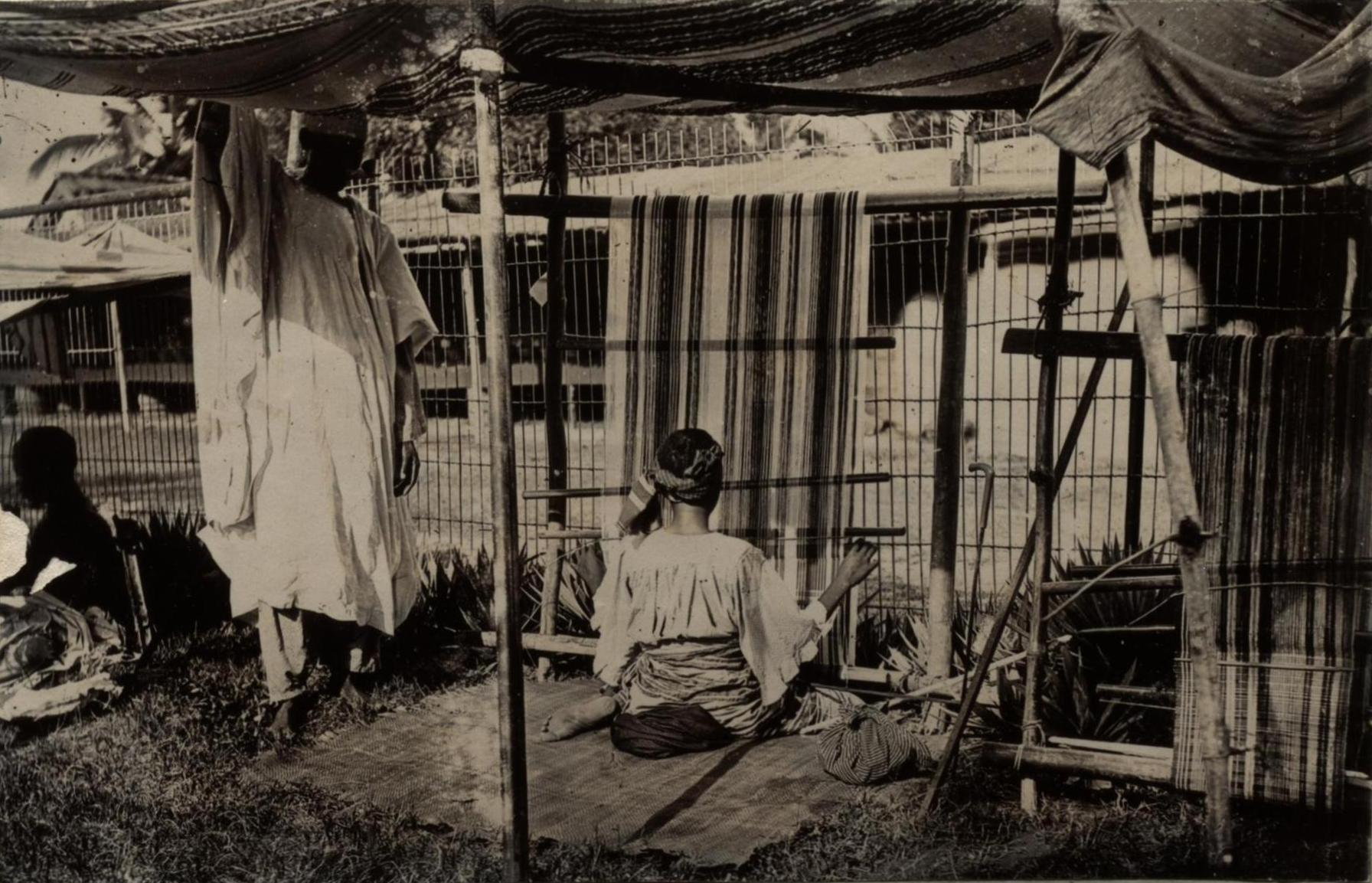
Métiers à tisser à Lagos, photographiés en 1910-1913 par H. Hunting de la société commerciale Patterson Zuchonis

Le Trésor britannique a initialement soutenu le protectorat enclavé du nord du Nigéria avec des subventions totalisant 250 000 £ ou plus chaque année. Ses revenus augmentent rapidement, passant de 4 424 £ en 1901 à 274 989 £ en 1910. Le protectorat du Sud s'est financé dès le départ, ses revenus passant de 361 815 £ à 1 933 235 £ sur la même période.
Après avoir établi le contrôle politique du pays, les Britanniques ont mis en place un système de taxation afin de forcer les Africains autochtones à passer de l'agriculture de subsistance au travail salarié. Parfois, le travail forcé est directement utilisé pour des projets de travaux publics. Ces politiques se sont heurtées à une résistance,.
Une grande partie du budget de la colonie est consacrée au paiement de son armée, la Royal West African Frontier Force (RWAFF). En 1936, sur les 6 259 547 £ de revenus de l’État nigérian, 1 156 000 £ sont retournés à l’Angleterre comme salaire à domicile pour les fonctionnaires britanniques de la fonction publique nigériane.
L'exploration pétrolière a commencé en 1906 sous la direction de la Nigeria Bitumen Corporation de John Simon Bergheim, à laquelle le ministère des Colonies a accordé des droits exclusifs. En 1907, la société reçut un prêt de 25 000 £, remboursable lors de la découverte de pétrole. D'autres entreprises demandant des licences sont rejetées. En novembre 1908, Bergheim rapporta une découverte de pétrole ; en septembre 1909, il déclarait extraire 2 000 barils par jour. Cependant, le développement des champs pétrolifères nigérians ralentit lorsque Bergheim mourut dans un accident de voiture en septembre 1912. Lugard, remplaçant Egerton comme gouverneur, abandonna le projet en mai 1913. Les Britanniques se sont tournés vers la Perse pour obtenir du pétrole.

## Dirigeants
- 1914-1919 : Frederick Lugard, gouverneur général
- 1919-1925 : Hugh Clifford, gouverneur
- 1925-1931 : Graeme Thomson, gouverneur
- 1931-1935 : Donald Cameron, gouverneur
- 1935-1943 : Bernard Henry Bourdillon, gouverneur
- 1943-1948 : Arthur Richards, gouverneur
- 1948-1955 : John Stuart Macpherson, gouverneur puis gouverneur général à partir de 1954
- 1955-1960 : James Wilson Robertson, gouverneur général